# Aphaenogaster loriai
Aphaenogaster loriai é uma espécie de inseto do gênero Aphaenogaster, pertencente à família Formicidae.